# Колле-Санта-Лучия
Колле-Санта-Лучия (итал. Colle Santa Lucia) — коммуна в Италии, располагается в провинции Беллуно области Венеция.
Население составляет 406 человек (2008 г.), плотность населения составляет 27 чел./км². Занимает площадь 15 км². Почтовый индекс — 32020. Телефонный код — 0437.
Покровительницей коммуны почитается святая Луция Сиракузская, празднование 13 декабря.

## Демография
Динамика населения:

## Администрация коммуны
- Официальный сайт: http://www.comune.collesantalucia.bl.it/